# Sounds Like a Melody
Singles de Alphaville
Big in Japan
(1984) Forever Young
(1984)
Clip vidéo
[vidéo] « Alphaville - Sounds Like A Melody », sur YouTube
[vidéo] « DeeJay A.N.D.Y. - Sounds Like A Melody (Remix) », sur YouTube
Sounds Like a Melody (Ça ressemble à une mélodie, en anglais) est une chanson du groupe allemand Alphaville. Ce deuxième single du groupe, sorti le 17 mai 1984, est inclus avec un mixage différent dans leur 1er album Forever Young de septembre 1984,. Ce tube de l'été 1984 est un des tubes international de la new wave et des discothèques des années 1980.

## Histoire

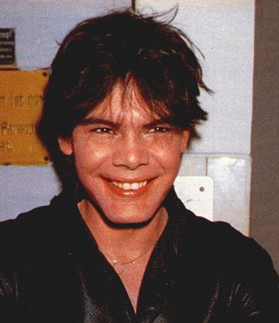
Le leader Marian Gold du groupe Alphaville, dans les années 1980.

Le groupe Alphaville (formé en 1981) devient célèbre en Europe et dans le monde avec le succès de leur 1er tube Big in Japan de janvier 1984, puis avec leur 1er album Forever Young de 1984, vendu à 2 millions d'exemplaires dans le monde (avec leurs tubes Big in Japan, Forever Young, The Jet Set, et ce titre Sounds Like a Melody). 
Ce titre synthpop iconique de la new wave et des discothèques des années 1980 est composé et écrit en anglais par les membres du groupe, avec les autres titres de l'album, sur le thème d'un « slow amoureux enflammé qui ressemble à une mélodie ». La chanson est enregistrée au Studio 54 de Berlin, avec synthétiseurs, échantillonneur, boîte à rythmes (et avec la section cordes de l'orchestre symphonique de l'Opéra allemand de Berlin pour la version améliorée de l'album).
Ce tube de l'été 1984 est un des plus importants succès du groupe, après Big in Japan et Forever Young, classé n°1 des ventes en Suède et en Italie, n°3 en Allemagne et en Autriche, et au top 10 des ventes en Europe.

## Liste des titres
- 45 tours
  1. Sounds Like a Melody – 4:29
  2. The Nelson Highrise Sector One: The Elevator – 3:14

- Maxi 45 tours
  1. Sounds Like a Melody (Special Long Version) – 7:42
  2. The Nelson Highrise Sector One: The Elevator – 4:12

## Classements hebdomadaires
| Classement (1984)                      | Meilleure position |
| -------------------------------------- | ------------------ |
| Allemagne (GfK Entertainment)          | 3                  |
| Autriche (Ö3 Austria Top 40)           | 3                  |
| Belgique (Flandre Ultratop 50 Singles) | 10                 |
| Belgique (Flandre Ultratop 50 Singles) | 2                  |
| France (SNEP)                          | 10                 |
| Italie (FIMI)                          | 1                  |
| Norvège (VG-lista)                     | 5                  |
| Pays-Bas (Single Top 100)              | 8                  |
| Suède (Sverigetopplistan)              | 1                  |
| Suisse (Schweizer Hitparade)           | 4                  |

## Certifications
| Pays             | Certification | Unités certifiées |
| ---------------- | ------------- | ----------------- |
| Allemagne (BVMI) | Or            | 250 000           |

## Reprises, samples et remix
- 1993 : le titre U Got 2 Let the Music (en) du groupe d'eurodance italien Cappella   est une version remix du thème musical de la chanson, avec des arrangements électroniques, un des tubes de 1993 en Europe[17].

- 2003 : le groupe de dance allemand Lichtenfels (de) reprend et remix Sounds Like a Melody, classé 17e en Allemagne et 42e en Autriche[18],[19].